# Fédération nationale des travailleurs du sous-sol
La Fédération nationale des travailleurs du sous-sol (FNTSS-CGT) est une fédération syndicale française des mineurs créée en 1883. Affiliée à la Confédération générale du travail à partir de 1908, elle fusionne en 1999 avec la Fédération nationale de l'énergie CGT pour former la Fédération nationale des mines et de l'énergie CGT.

## Historique

### De 1883 à la Première Guerre mondiale
La première fédération nationale des syndicats de mineurs de France est créée en octobre 1883 à Saint-Étienne lors du premier congrès national des mineurs tenu à l'initiative de la Chambre syndicale des mineurs de la Loire et de son secrétaire Michel Rondet. Onze syndicats et sept régions de France y sont représentés. Parmi les militants présents figurent Émile Basly, du Pas-de-Calais, et Jean-Baptiste Calvignac, de Carmaux. Elle devance la loi autorisant les syndicats adoptée en 1884.
Cette fédération a une existence chaotique, semée de scissions régionales, jusqu'à la guerre de 1914-1918. Cela tient à la grande diversité de l'exploitation minière en France : vers 1883 on compte 506 concessions réparties dans 56 départements. À cette date on dénombre 124 000 mineurs, dont 89 000 travaillant au fond. En 1891 les 24 délégués au Congrès de Commentry représenteraient 20 000 syndiqués. Près de vingt ans plus tard, en 1912, la fédération ne compte que 12 000 adhérents pour une profession qui compte environ 200 000 mineurs à la veille de la guerre. Au particularisme des bassins s'ajoutent des oppositions entre des leaders « réformistes » et (ou) socialistes guesdistes influents, tels les députés mineurs Émile Basly et Arthur Lamendin dans le Pas-de-Calais, Jean Bouveri en Saône-et-Loire, Christophe Thivrier à Commentry, et des partisans du syndicalisme-révolutionnaire, tel Benoît Broutchoux. De plus le patronat minier exerce une emprise très forte sur les communautés minières par un encadrement matériel (logements, écoles, hôpitaux) et idéologique (église), n'hésitant pas à réprimer les grèves (licenciements des grévistes), comme en 1901 à Montceau-les-Mines, et à favoriser le syndicalisme « jaune ».
Après la catastrophe de Courrières (1906) et la grève qui suivit, la fédération se rallie en 1908 à la Confédération générale du travail, malgré les réticences de Victor Griffuelhes le dirigeant de celle-ci. Elle s'unit à la Fédération nationale des ouvriers ardoisiers devient la Fédération de l'industrie des mines, minières et carrières en 1911, puis la Fédération nationale des travailleurs du sous-sol et parties similaires (FNTSS-CGT) l'année suivante. Casimir Bartuel en est le secrétaire général. Dès 1912 elle lance un appel à une grève nationale qui aurait rassemblé le 23 mars plus de 120 000 grévistes.

### D'une guerre à l'autre, 1919-1944

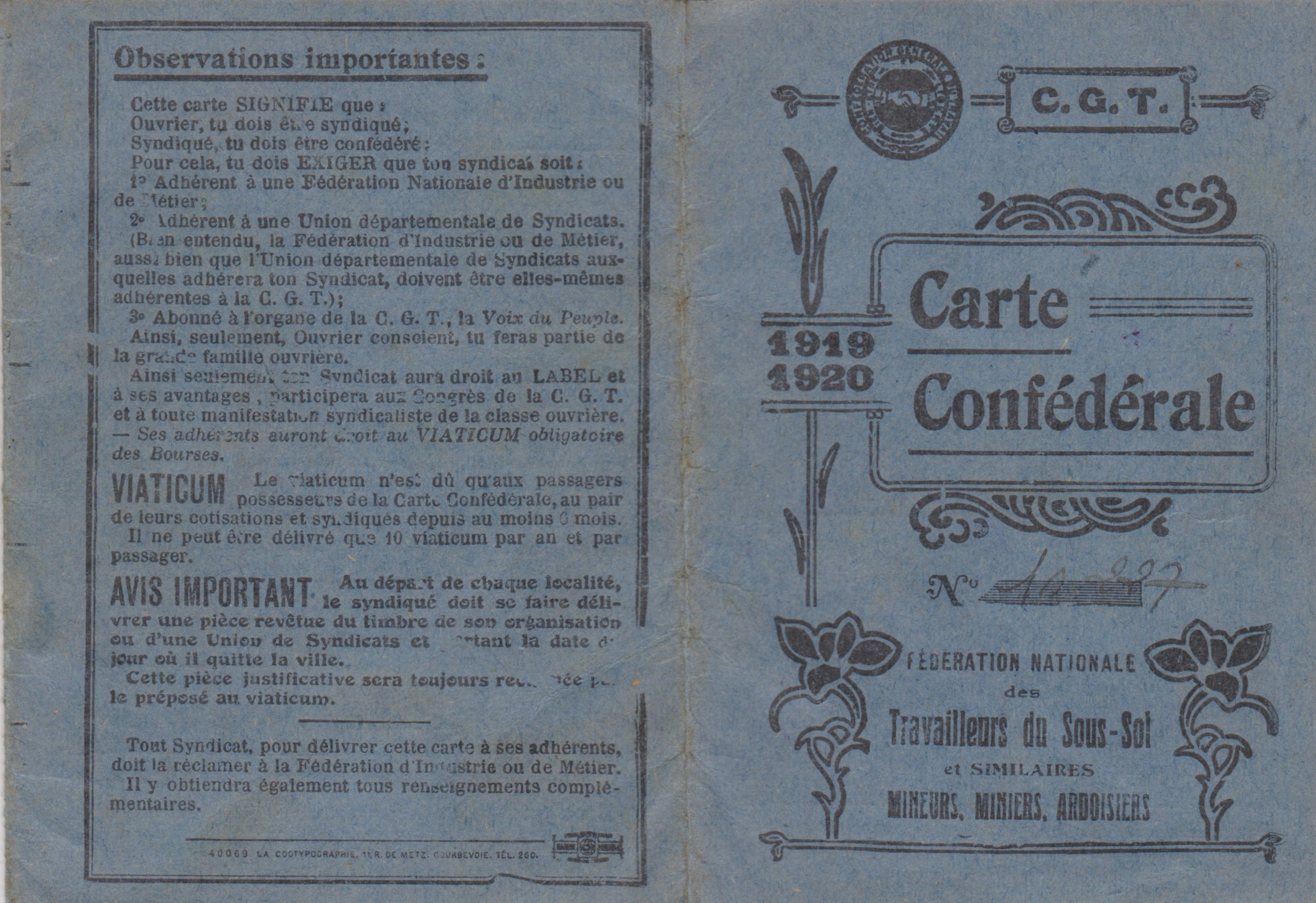
Carte syndicale, fédération CGT du Sous-sol (mineurs, miniers et ardoisiers), 1919-1920

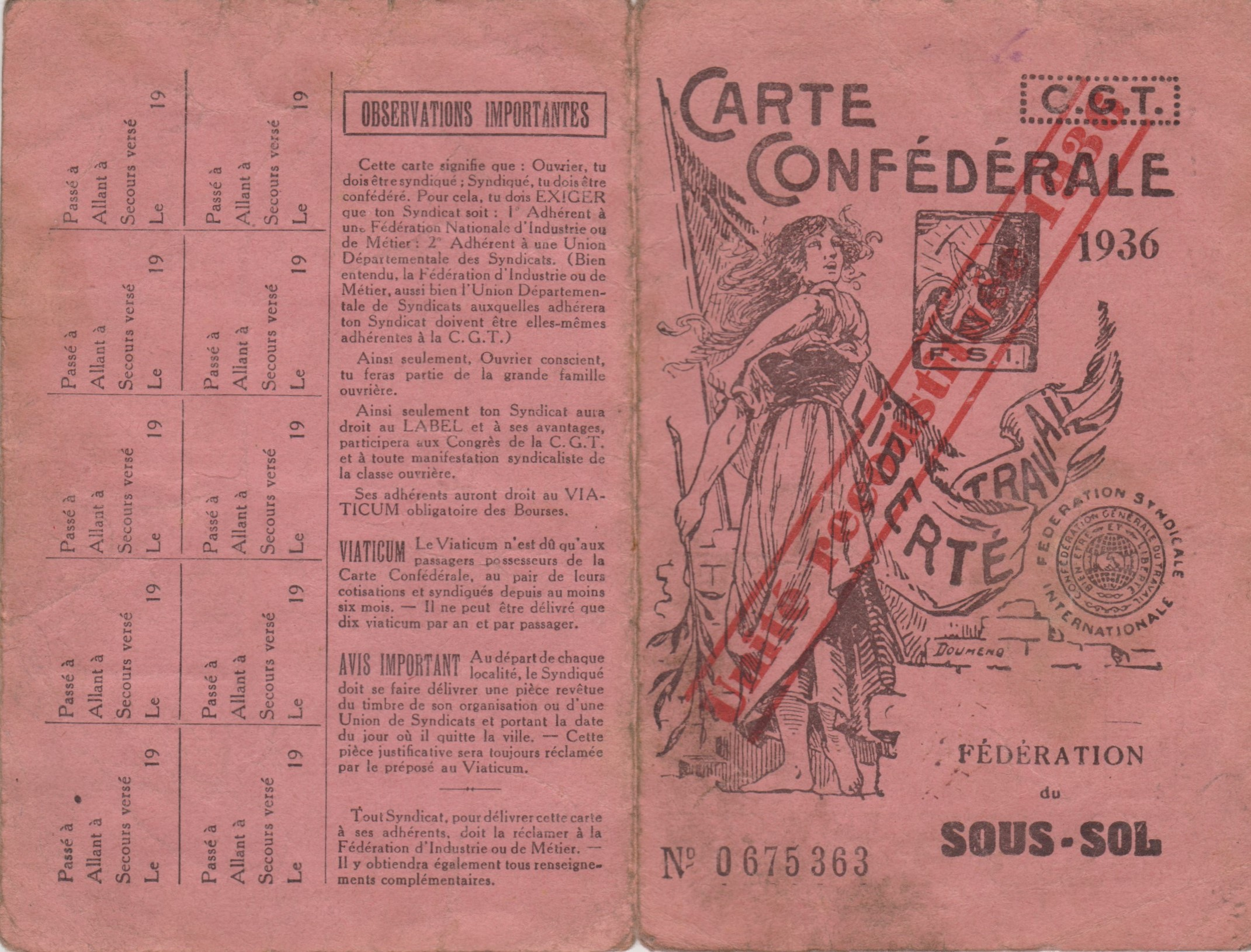
Fédération CGT des travailleurs du Sous-sol, carte syndicale 1936, année de la réunification syndicale

Comme pour l'ensemble de la CGT, le syndicalisme des mineurs connaît une forte croissance au lendemain de la guerre. De 92 000 en 1919, les effectifs syndiqués passent à 140 000 au début de l'année 1920. Parmi eux se trouvent 25 000 mineurs d'Alsace-Lorraine, marqués par l'empreinte importante du syndicalisme allemand. La division syndicale de 1921-1922 entraine un affaiblissement global du syndicalisme. La majorité du syndicalisme minier demeure à la CGT « confédérée » de Léon Jouhaux qui regroupe entre 1922 et 1935 environ 50 000 syndiqués. La fédération « unitaire » des mineurs CGTU compte pour sa part environ 17 000 adhérents (en moyenne). La réunificaton syndicale de 1935-1936 provoque le même phénomène qu'au niveau confédéral. En 1937, la fédération du sous-sol compte 275 000 syndiqués pour un effectif syndicable de 331 500 mineurs en France. Avec un taux de syndicalisation de plus de 80% les mineurs sont avec les cheminots la branche professionnelle la plus syndiquée à la CGT. 
La fédération CGT du sous-sol reste majoritairement, en 1936 et après, dans l'orbite des anciens « confédérés ». Le congrès de réunification a lieu à Albi en février 1936, peu de jours avant le Congrès de réunification de la CGT, à Toulouse. Deux de ses secrétaires siègent à partir de 1938 à la Commission administrative de la CGT : Pierre Vigne et René Bard. Ils sont parmi les leaders de la tendance anticommuniste, animée par René Belin autour de son journal Syndicats. En septembre 1939, au prétexte du pacte germano-soviétique, ils participent à l'exclusion de la plupart des anciens « unitaires ». Après 1940 ils se rallient au Régime de Vichy et collaborent avec les allemands. Il n'en est pas de même des mineurs dans leur ensemble.
La grève des mineurs au printemps 1941 dans le Nord-Pas-de-Calais est symbolique de la Résistance des mineurs. D'autres bassins miniers connaissent des luttes contre l'occupant, comme à Montceau-les-Mines, à Decazeville,  à La Mure, dans les Cévennes, dans la Loire, etc. Nombre de mineurs paient de leur vie ou sont déportés pour faits de Résistance. Ancien secrétaire de la fédération CGTU du sous-sol, devenu député communiste en 1936, Cyprien Quinet meurt en déportation.

### De la Libération à la « guerre froide »

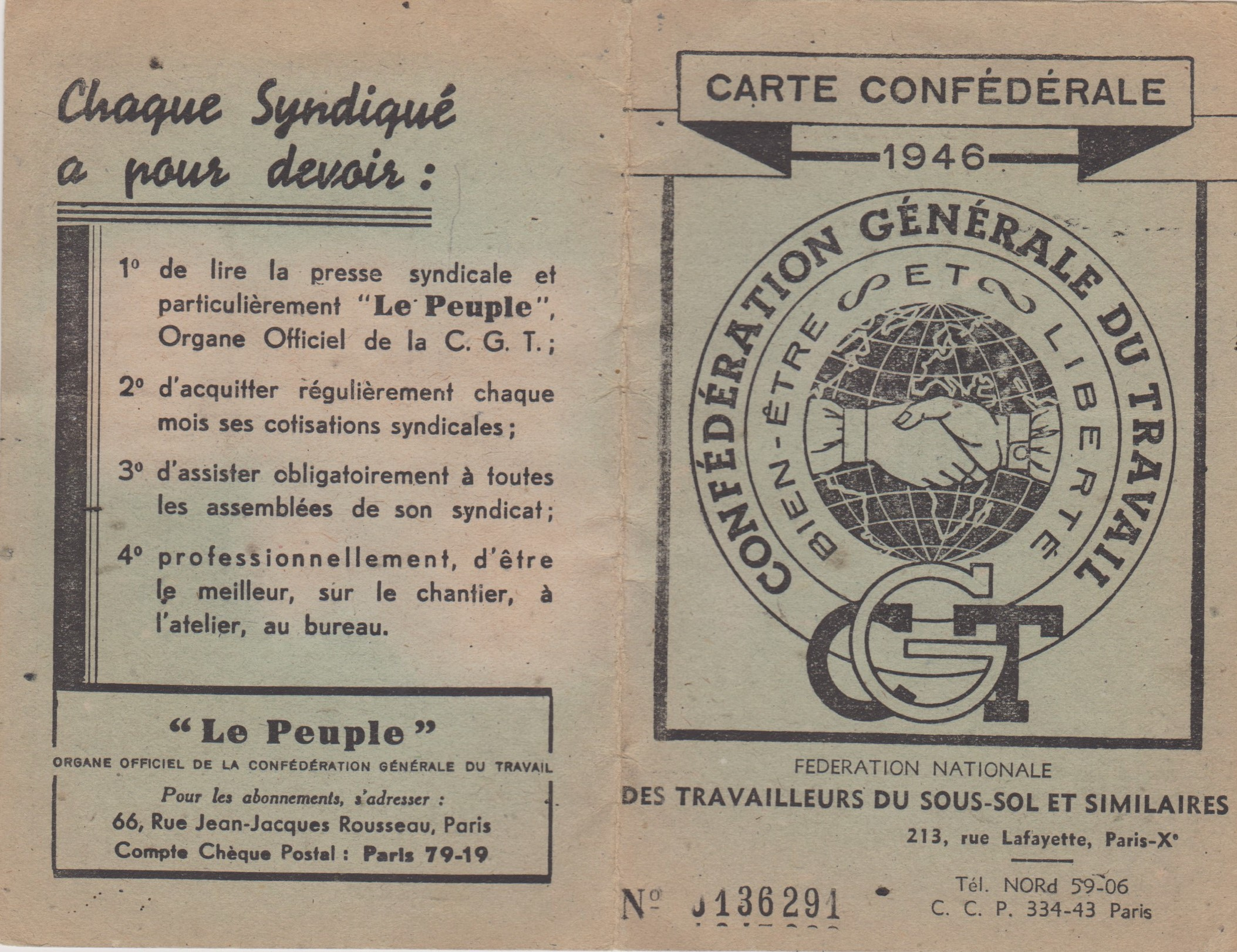
Fédération CGT des travailleurs du sous-sol et similaires, carte syndicale pour l'année 1946

Après l'Occupation de la France par l'Allemagne, et la collaboration des Compagnies minières avec l'occupant, le chef du Gouvernement provisoire, de Gaulle nationalise par ordonnance du 13 décembre 1944 les houillères du Nord-Pas-de-Calais. Puis la loi du 17 mai 1946 nationalise l'ensemble des exploitations de « combustibles minéraux ». Les Charbonnages de France sont créés dont Victorin Duguet, secrétaire général de la Fédération nationale des travailleurs du sous-sol, devient le premier Président. Un secrétariat d'État à la production du charbon, auprès du Ministre de la production industrielle est institué. Durant toute l'année 1946 le secrétaire d'État est le communiste Auguste Lecœur, lui-même ancien mineur. Le 14 juin 1946 un décret promulgue le « Statut du mineur ». Dans ce climat politique et social, la Fédération du sous-sol, et l'ensemble de la CGT, soutiennent la « Bataille du charbon », source d'énergie vitale pour la remise en route de l'économie nationale. 
La Fédération du sous-sol est une force considérable. En 1946 elle compte environ 300 000 syndiqués pour un effectif de 358 000 mineurs de charbon, auxquels s'ajoutent les mineurs de fer (en Lorraine), de potasse (en Alsace), de bauxite (bassin de Brignoles), etc. Contrairement à la période de l'avant-guerre, les anciens « unitaires » sont très largement majoritaire. Lors du XXVIe Congrès de la CGT en avril 1946, 93 % des mandats du sous-sol s'expriment en faveur des thèses de Benoît Frachon. Deux mois plus tôt, lors de son propre congrès tenu à Montceau-les-Mines , les mineurs avaient ovationné Maurice Thorez, vice-président du conseil venu les rencontrer et évoquant « les victoires donnant réalité au rêve que nous avions faits à nos vingt ans ». De plus depuis 1945 existe au sein de la Fédération un « Syndicat national des ingénieurs et cadres supérieurs des mines », dirigé par un ingénieur du corps des Mines.
L'embellie est de courte durée. Dans le climat de guerre froide, durant l'automne 1947, puis en à l'automne 1948 la Fédération mène plusieurs mouvements de grève pour améliorer la situation des mineurs. Les heurts sont violents entre les mineurs les forces de répression. le 6 décembre 1947, le secrétaire de la Fédération, Henri Martel, alors vice-président du Conseil de la République, est grièvement blessé lors d'un délégation de mineurs et de ménagères à Fresnes-sur-Escaut. L'année suivante, alors que la grève est très largement suivie, ce sont des morts qui sont à déplorer, à Merlebach, Firminy, Alès. Des emprisonnements ont lieu, 3 000 condamnations en justice sont prononcées, des licenciements massifs de grévistes (6 000 sont opérés par les Charbonnages. Les 35 survivants ne sont réhabilités qu'en 2014.
La scission syndicale de 1947-1948 affecte relativement peu la Fédération CGT du sous-sol. En avril 1949 ont lieu des élections professionnelles aux Charbonnages de France. Pour le fond et la surface, La CGT recueille 138 270 voix (70,3 %), FO 39 470 voix (20 %), la CFTC 18 580 voix (9,4 %).
En 1949 elle est membre fondatrice de l'Union internationale des syndicats de mineurs (UISM), rattachée à la Fédération syndicale mondiale (FSM). Le secrétaire général de l'UISM est un français, secrétaire de la Fédération du sous-sol depuis 1945 : Henri Turrel, ancien mineur du bassin de La Mure.

### Des « trente glorieuses » à la fin de l'industrie minière
Les « trente glorieuses » s'accompagnent de l'apogée de la production du charbon (60 millions de tonnes produites en 1959) et de minerai de fer, puis de l'amorce d'un déclin planifié (35,8 millions de tonnes de houille extraites en 1971). En 1985, ce ne sont plus que 17 millions de tonnes de charbon qui sont produites. Le mouvement est le même pour l'extraction du minerai de fer, où les effectifs miniers de 25 600 en 1958, chutent à 10 500 en 1970. Les luttes des mineurs, notamment les grandes grèves de 1963 s'insèrent dans ce contexte économique. De nombreuses grèves ont lieu localement au fil des fermetures de mines engagées, à partir de celles de Decazeville, et des mines de fer de Lorraine (1961). Aucune n'empêche la mise en application du plan  de réduction minière. Ainsi le bassin d'Alès qui comptait 25 000 mineurs en 1947 en compte 170 à la fin des années 1990, malgré la grève de plusieurs mois au fond de la mine à Ladrecht (1980-1981).
La Fédération nationale des travailleurs du sous-sol subit la baisse des effectifs miniers. En 1963 elle compte 65 000 actifs et 47 000 retraités. Dix ans plus tard elle dénombre 34 500 actifs et 60 000 retraités. Après 115 années d'existence, elle tient son 67e et dernier congrès à Gardanne en octobre 1998. En octobre 1999, alors que les mineurs sont retraités dans leur immense majorité, et que la Fédération compte 4 000 actifs et 20 000 « inactifs », la FNTSS fusionne avec la Fédération nationale de l'énergie CGT pour former la Fédération nationale des mines et de l'énergie CGT.

## Secrétaires généraux de la Fédération nationale des mineurs
- 1883-1894 : Michel Rondet[25]
- 1894-1903 : Gilbert Cotte
- 1903-1910 : Alexandre Bexant
- 1910-1911 : Séraphin Cordier

## Secrétaires généraux de la fédération des travailleurs du sous-sol (CGT)
- 1911-1924 : Casimir Bartuel[a]
- 1924-1940 : Pierre Vigne
- 1945-1956 : Victorin Duguet
- 1956-1959 : Henri Martel
- 1959-1968 : Léon Delfosse[b]
- 1968-1980 : Achille Blondeau[c]
- 1980-1989 : Augustin Dufresnes
- 1989-1999 : Jacky Bernard

## Secrétaires de la fédération des travailleurs du sous-sol (CGTU)
- 1922-1925 : Henri Delfosse[26]
- 1925-1929 : Marcel Kirsch
- 1929-1935 : Cyprien Quinet, Henri Darguesse, Henri Thiébaut
- 1935-1936 : Victorin Duguet